# The Smile (Old Friends Have a Right to)
"The Smile (Old Friends Have a Right to)", ook bekend als enkel "Smile", is een nummer van de Nederlandse band Brainbox. Het nummer verscheen niet officieel op een studioalbum, maar werd in 1970 uitgebracht als losstaande single.

## Achtergrond
"The Smile (Old Friends Have a Right to)" is geschreven door zanger Kaz Lux en geproduceerd door Tim Griek. Waar de band bekend staat om hun stevige rocknummers, is dit een rustig lied waarin de piano centraal staat. De single bereikte in Nederland de vijftiende plaats in de Top 40 en de twaalfde plaats in de Hilversum 3 Top 30. In 1973 kwam het nummer ook voor op de flexidisc Rijam 4 star hits. Pas in 2011 kwam het nummer voor het eerst uit op een album, toen het op de heruitgave van Brainbox verscheen.

## Hitnoteringen

### Nederlandse Top 40
| Hitnotering: 19-12-1970 t/m 13-02-1971 | Hitnotering: 19-12-1970 t/m 13-02-1971 | Hitnotering: 19-12-1970 t/m 13-02-1971 | Hitnotering: 19-12-1970 t/m 13-02-1971 | Hitnotering: 19-12-1970 t/m 13-02-1971 | Hitnotering: 19-12-1970 t/m 13-02-1971 | Hitnotering: 19-12-1970 t/m 13-02-1971 | Hitnotering: 19-12-1970 t/m 13-02-1971 | Hitnotering: 19-12-1970 t/m 13-02-1971 | Hitnotering: 19-12-1970 t/m 13-02-1971 | Hitnotering: 19-12-1970 t/m 13-02-1971 |
| Week                                   | 1                                      | 2                                      | 3                                      | 4                                      | 5                                      | 6                                      | 7                                      | 8                                      | 9                                      |                                        |
| -------------------------------------- | -------------------------------------- | -------------------------------------- | -------------------------------------- | -------------------------------------- | -------------------------------------- | -------------------------------------- | -------------------------------------- | -------------------------------------- | -------------------------------------- | -------------------------------------- |
| Nummer                                 | 34                                     | 34                                     | 20                                     | 17                                     | 15                                     | 16                                     | 17                                     | 27                                     | 38                                     | uit                                    |

### Hilversum 3 Top 30
| Hitnotering: 26-12-1970 t/m 06-02-1970 | Hitnotering: 26-12-1970 t/m 06-02-1970 | Hitnotering: 26-12-1970 t/m 06-02-1970 | Hitnotering: 26-12-1970 t/m 06-02-1970 | Hitnotering: 26-12-1970 t/m 06-02-1970 | Hitnotering: 26-12-1970 t/m 06-02-1970 | Hitnotering: 26-12-1970 t/m 06-02-1970 | Hitnotering: 26-12-1970 t/m 06-02-1970 | Hitnotering: 26-12-1970 t/m 06-02-1970 |
| Week                                   | 1                                      | 2                                      | 3                                      | 4                                      | 5                                      | 6                                      | 7                                      |                                        |
| -------------------------------------- | -------------------------------------- | -------------------------------------- | -------------------------------------- | -------------------------------------- | -------------------------------------- | -------------------------------------- | -------------------------------------- | -------------------------------------- |
| Nummer                                 | 28                                     | 22                                     | 17                                     | 12                                     | 16                                     | 24                                     | 26                                     | uit                                    |

### NPO Radio 2 Top 2000
| Nummer met noteringen in de NPO Radio 2 Top 2000 | '05  | '06  | '07  | '08  | '09  | '10  | '11  |
| ------------------------------------------------ | ---- | ---- | ---- | ---- | ---- | ---- | ---- |
| The Smile                                        | 1902 | 1368 | 1391 | 1816 | 1736 | 1610 | 1883 |

1. ↑  Een vetgedrukt getal geeft de hoogste notering aan.
2. ↑  2005 was het eerste jaar met een notering voor dit nummer.
3. ↑  Deze tabel is bijgewerkt tot en met de laatste editie (2024).